# San Severino Lucano
San Severino Lucano är en ort och kommun i provinsen Potenza i regionen Basilicata i Italien. Kommunen hade 1 518 invånare (2017).